# Masia de Vilatorrada
Masia de Vilatorrada és una masia de Sant Joan de Vilatorrada (Bages) protegida com a bé cultural d'interès local.

## Descripció
Conjunt d'edificis situats als voltants del Bosc de Vilatorrada, al que s'accedeix per un camí que neix al carrer del Montseny, a la part posterior del institut Quercus.
La casa pròpiament dita és un edifici format per tres cossos adossats construïts en diverses èpoques. Tota la construcció és feta de maçoneria de pedra irregular unida amb calç. El cos més antic i nucli de la casa és el central. Es tracta d'un cos aixecat possiblement al segle xvii. Adossat al que era la façana principal d'aquest cos que es trobava orientada a llevant, es va adossar un altre cos també rectangular i estret format per planta baixa, primer pis i golfes, superant en alçada a la casa originària. La façana d'aquest cos més modern es va convertir en la façana principal de la casa. També orientada a llevant s'hi emplaçà el portal d'accés en forma d'arc rebaixat amb una inscripció que marca la data del 1790.